# Thaddeus Betts
Thaddeus Betts, född 4 februari 1789, död 7 april 1840, var en amerikansk politiker och ledamot av USA:s senat från Connecticut.

## Tidigt liv
Thaddeus Betts föddes i Norwalk, Connecticut. Han genomförde förberedande studier och tog examen från Yale College 1807. Sedan studerade han juridik och antogs till Connecticuts advokatsamfund 1810. Han började arbeta med juridik i sin födelseort Norwalk.

## Politisk karriär
Betts var ledamot av Connecticuts representanthus 1815 och 1830 och var därefter ledamot av Connecticuts senat 1831.
Han valdes till viceguvernör i Connecticut i två omgångar, för två olika guvernörer, vilka representerade två olika partier. Först valdes han 1832 att tjänstgöra under guvernören John Samuel Peters, som valdes till guvernör 1831 som kandidat för det kortlivade partiet Nationalrepublikanerna och satt till den 1 maj 1833. Peters ersattes som guvernör av demokraten Henry W. Edwards den 1 maj 1833 och Thaddeus Betts ersattes som viceguvernör av Ebenezer Stoddard. Edwards och Stoddard satt kvar i en mandatperiod, som på den tiden i Connecticut var ettårig. Året därpå, 1834, valdes Samuel A. Foot, som kandiderade för Whigpartiet, till ny guvernör och Betts blev hans viceguvernör. De tjänstgjorde en mandatperiod, från den 7 maj 1834 till den 6 maj 1835. Redan nästföljande år kom Edwards och Stoddard tillbaka som guvernör respektive viceguvernör.
Betts valdes för Whig-partiet till USA:s senat i slutet av 1838 och efterträdde John M. Niles på posten den 4 mars 1839. Han tjänstgjorde i drygt ett år, till sin död i Washington, D.C., den 7 april 1840 och efterträddes som senator av Jabez W. Huntington.
Betts är begraven på Union Cemetery i Norwalk.